# Mundo Deportivo
Мундо Депортиво (исп. Mundo Deportivo — «Спортивный мир») — испанская общенациональная ежедневная спортивная газета, выходящая в Барселоне с 1906 года. Одна из старейших спортивных газет Европы. Входит в испанский медиахолдинг Grupo Godó de Comunicación.

## История
Газета основана 1 февраля 1906 года как еженедельная газета. С 1929 года выходит ежедневно. Считается старейшей спортивной газетой, которая до сих пор издаётся в Испании, и второй в Европе после итальянской La Gazzetta dello Sport, которая была основана в 1896 году. Входит в испанский медиахолдинг Grupo Godó de Comunicación (Grupo Godó) — владельцами которого является известная семья каталонских бизнесменов.
Mundo Deportivo главным образом сосредотачивается на выступлениях ФК «Барселона», но также освещает испанские и мировые футбольные соревнования,  Испанскую баскетбольную лигу, Чемпионат мира по шоссейно-кольцевым мотогонкам и гонках Формулы-1, велоспорт, теннис, лёгкую атлетику, гольф и другие спортивные мероприятия. Mundo Deportivo и Sport являются главными источниками новостей спорта в Каталонии.